# Selenidera
Selenidera este un gen de păsări din familia Ramphastidae, care include șase specii ce locuiesc în pădurile tropicale din Amazonia, vestul Columbiei și sudul Panama, la altitudini mai mici de 1500 de metri. Toate speciile au partea superioară verde, partea inferioară a cozii roșie și o pată de piele goală albastră sau albastru-verzuie în jurul ochiului. Spre deosebire de majoritatea celorlalți tucani, sexele au culori diferite.

## Taxonomie

### Specii
Genul conține șase specii:
| Imagine | Nume comun            | Denumire științifică     | Distribuție |
| ------- | --------------------- | ------------------------ | --- |
|         | Tucan negru           | Selenidera spectabilis   | America Centrală |
|         | Tucan de Guyana       | Selenidera piperivora    | Nord-vestul Braziliei, Guiana Franceză, Guyana, Suriname și Venezuela                                                      |
|         | Tucan cu ciocul scurt | Selenidera reinwardtii   | Pădurea tropicală amazoniană vestică din America de Sud                                                                    |
|         | Tucanul lui Natterer  | Selenidera nattereri     | Bazinul Amazonului din Venezuela, Brazilia, estul Columbiei și vestul Guyanei                                              |
|         | Tucanul lui Gould     | Selenidera gouldii       | Partea de sud-est a pădurii tropicale amazoniene, cu o populație disjunctă în Serra de Baturité din statul brazilian Ceará |
|         | Tucanul cu cioc pătat | Selenidera maculirostris | Pădurea Atlantică din sud-estul Braziliei, extremitatea estică a Paraguayului și extremitatea nord-estică a Argentinei     |